# Арри
„АРРИ груп“ (Arri) е компания, производител на кинооборудване, със седалище в Мюнхен, Германия, основана през 1917 г.
Произвежда професионални кинокамери, обективи, осветително и постпродукционно оборудване. Херман Саймън споменава компанията в книгата си „Скрити шампиони на 21-ви век“ като пример за „скрит шампион“. Камерната система Арри Алекса (Arri Alexa) е използвана за заснемане на носители на Оскар за най-добра операторска дейност, включително Изобретението на Хюго, Животът на Пи, Гравитация,  Бърдмен,  Завръщането и 1917.

## История

### Ранна история
Арри е основана в Мюнхен, Германия на 12 септември 1917 г. от Август Арнолд и Робърт Рихтер като Арнолд и Рихтер Кино Техник (Arnold & Richter Cine Technik . Съкращението Арри произлиза от първите две букви на фамилиите на основателите, Ар-нолд и Ри-хтер. 
През 1924 г. Арнолд и Рихтер разработват първата си филмова камера, малката и преносима Кинарри 35 (Kinarri 35). През 1937 г. Арри представя първия в света рефлексен огледален затвор в камерата Аррифлекс 35 (Arriflex 35), изобретение на дългогодишния инженер Ерих Кастнер. Тази технология използва въртящо се огледало, което позволява на непрекъснат двигател да управлява камерата, като същевременно осигурява рефлексно гледане без паралакс и възможност за фокусиране на изображението с око през визьора, подобно на SLR камера за фотография. Рефлексният дизайн впоследствие е използван в почти всяка професионална кинокамера и все още се използва в цифровата камера Арри Алекса Студио (Arri Alexa Studio). Първият холивудски филм, който използва Аррифлекс, е филмът на Хъмфри Богарт и Лаурен Бакол от 1947 г. – Tъмен пасаж (Dark Passage). През годините са произведени повече от 17 000 Аррифлекс 35. Дизайнът е признат с две награди на Научно-техническата академия през 1966 и 1982 г.

### 1950 – 1989
През 1952 г. Арри представя Arriflex 16ST, първата професионална 16 мм камера с рефлекторна система за гледане.    През 1965 г. излиза 16-милиметрова камера със саморазпръскване: Arriflex 16BL. Следва Arriflex 35BL, която се появява през 1972 г. като лека, тиха алтернатива на доста тежките и тромави камери на времето. Също през 1972 г. Арри е пионер в разработването на осветителни тела за дневна светлина с Арризон (Arrisonne) 2000 W. Arriflex 16SR, пуснат на пазара през 1975 г., включва преработен визьор с измервател на светлината през обектива. Arriflex 765, 65-милиметрова камера, е пусната през 1989 г., отчасти в отговор на нарастващото търсене в индустрията на 70-милиметрови разпечатки.

### 1990 – 2009 г.
Камерата Arriflex 535 е пусната през 1990 г., последвана от Arriflex 535B и Arriflex 16SR 3 през 1992 г. Arriflex 435 е пусната на пазара през 1994 г.  
Арри си партнира с Карл Цайс АГ с цел разработване и производство на усъвършенствани обективи за киноиндустрията. През 1998 г. Арри пуска лещите Ultra Prime.
Разработването на Аррилазер (Arrilaser), запис на филм след производство, започва през 1997 г. и е пуснато за бета тестване през 1998 г.
През 2000 г. Ари закупува компанията Мувикам (Moviecam) и разработва Arricam, 35-милиметрова платформа за камера. През 2003 г. Арри разработи първия си цифров фотоапарат, Arriflex D-20, който по-късно се превърна в D-21. Камерата използва 35 мм CMOS сензор (вместо CCD) и позволява на операторите да използват стандартни 35 мм обективи. Тази технология е допълнително развита и подобрена за камерата Arri Alexa. 
Арри разкри своя Аррискан (Arriscan) прототип по време на IBC 2003. 16 мм/35 мм филмов скенер работи заедно с Аррилазер, за да поддържа все по-популярния дигитален междинен маршрут чрез постпродукция. По-късно Arriscan става широко използван инструмент за възстановяване на филми и е признат с награда за научна и инженерна академия през 2009 г.
Арри пуска лещите Master Prime през 2005 г., предназначени за свръхбърза бленда от T1.3 без дишане и изкривяване.  През 2007 г. излизат обективите Master Prime 14 мм и 150 мм.
Arrilaser 2 е пуснат през 2009 г. с нова архитектура клиент-сървър и скорост два пъти по-бърза от оригиналния модел. През 2011 г. Arrilaser е признат с Оскар за заслуги.

### 2010 – до днес
През 2010 г. е пусната камерата Arri Alexa. Камерата може да компресира 1080p кадри във формати ProRes QuickTime и позволява директно-редакционни работни процеси  По-късно към гамата са добавени други модели, включително Alexa Plus, Alexa Studio и Alexa M, които са проектирани да приближат камерата до действието, Alexa Plus 4:3, подобно на Alexa Studio, позволява използването на цялата площ на сензора, който да се използва с анаморфни обективи. 
16-милиметровата камера Arriflex 416 и обективите Ultra Prime 16 са използвани при снимките на филма от 2010 г. „Черен лебед“.
Арри обяви стратегическо партньорство със Цайс и Фуджинон (Fujinon) през 2010 г., за да създаде нови обективи, които включват подобрен електронен трансфер на информация, за да опростят работните процеси на визуалните ефекти в постпродукцията.  Arri/Fujinon Alura Zooms са пуснати през същата година, докато серията Arri/Zeiss Master анаморфни обективи е пусната през 2012 г. 
През 2013 г. Арри създава Arri Medical, бизнес звено, което използва технологията на камерата си за медицински цели. Освен услугата за документиране на медицински изображения, тя е разработила напълно цифров 3D хирургичен микроскоп, наречен Arriscope.
Arri Alexa 65, пуснат през 2014 г., е използван при снимките на Завръщането, както и Мисията невъзможна: Престъпна нация и Rogue One: История от Междузвездни войни. Камерата Arri Amira също е пусната през 2014 г.  През 2015 г. четирима от петте номинации в категорията кинематография на Оскар са заснети с помощта на Arri Alexa.
Дъщерната компания на Arri за постпродукция и творчески услуги, Arri Film & TV, е преименувана на Arri Media през 2015 г. като част от преструктуриране на компанията. На NAB 2015, LED осветителните тела SkyPanel са представени от Arri. SC60 и SC30 имат пълноцветна настройка на LED опцията.
През април 2016 г. Арри придобива системите за стабилизация на камерата Artemis, разработени от Curt O. Schaller от Sachtler/Vitec Videocom. В резултат на това Арри става единствен продавач на стабилизатори Artemis Trinity. На NAB 2016 Арри представи своята версия на системата Trinity. 

## Продукти
Камери
- Kinarri 35 (1924)
- Kinarri 16 (1928)
- Arriflex 35 (1937)
- Arriflex 35 II (1946)
- Arriflex 16ST (1952)
- Arriflex 16M (1960)
- Arriflex 35 IIC (1964)
- Arriflex 16BL (1965)
- Аритено 35 (1970)
- Arriflex 35BL (1972)
- Arriflex 16SR (1975)
- Arriflex 35BL II (1975)
- Arriflex 35BL III (1980)
- Arriflex 35 IIIC (1982)
- Arriflex 16SR2 (1982)
- Arriflex 35BL 4 (1986)
- Arriflex 35BL 4S (1988)
- Arriflex 765 (1989)
- Arriflex 535 (1990)
- Arriflex 535 B (1992)
- Arriflex 16SR 3 (1992)
- Arriflex 435 (1994)
- Arriflex 435 ES (1995)
- Arricam Studio и Lite (2000)
- Arriflex 235 (2003)
- Arriflex D-20/21 (2003/2008)
- Arriflex 416 (2006)
- Ари Алекса (2010)
- Ари Амира (2013)
- Arri Alexa 65 (2014)
- Arri Alexa Mini (2015)
- Arri Alexa SXT (2016)
- Arri Alexa LF (2018)
- Arri Alexa Mini LF (2019)

Осветление
- Ари Френел (1937)
- Ари Гигант (1952)
- Арисон 2000 (1972)
- Ари Аполо (1979)
- Arri Studio (1988)
- Arri Compact Daylight (1991)
- Arrisun 40/25 (1992)
- Arrilux Pocket PAR (1996)
- ARRIMAX 18/12 (2005)
- Arri M40 (2011)
- Arri L7 LED Fresnel (2011)
- Arri SkyPanel S60-C (2015)
- Arri SkyPanel S120-C
- Arri SkyPanel S360-C
- Arri SkyPanel S30-C
- Arri Orbiter (2019)
- Приложение за управление на звездното осветление

Стабилизатори на камерата
- artemis Maxima стабилизатор [46][47]
- артемида Троица [46][47]

Рекордер за филми
- Филмов рекордер Arrilaser, използван за филмиране

## Противоречия
Твърди се, че през 2011 г. Майкъл Бравин, изпълнителен директор на базираната в САЩ дъщерна компания Arri Inc., е получил незаконно достъп до имейл-акаунт на конкурентна компания. Заведено е дело пред съд в САЩ и през септември 2011 г. Бравин се признава за виновен.   Arri Inc. отрича да е знаела или спечелила от действията на Бравин, а отделно дело срещу компанията е прекратено в резултат на извънсъдебно споразумение.